# David Urs de Margina

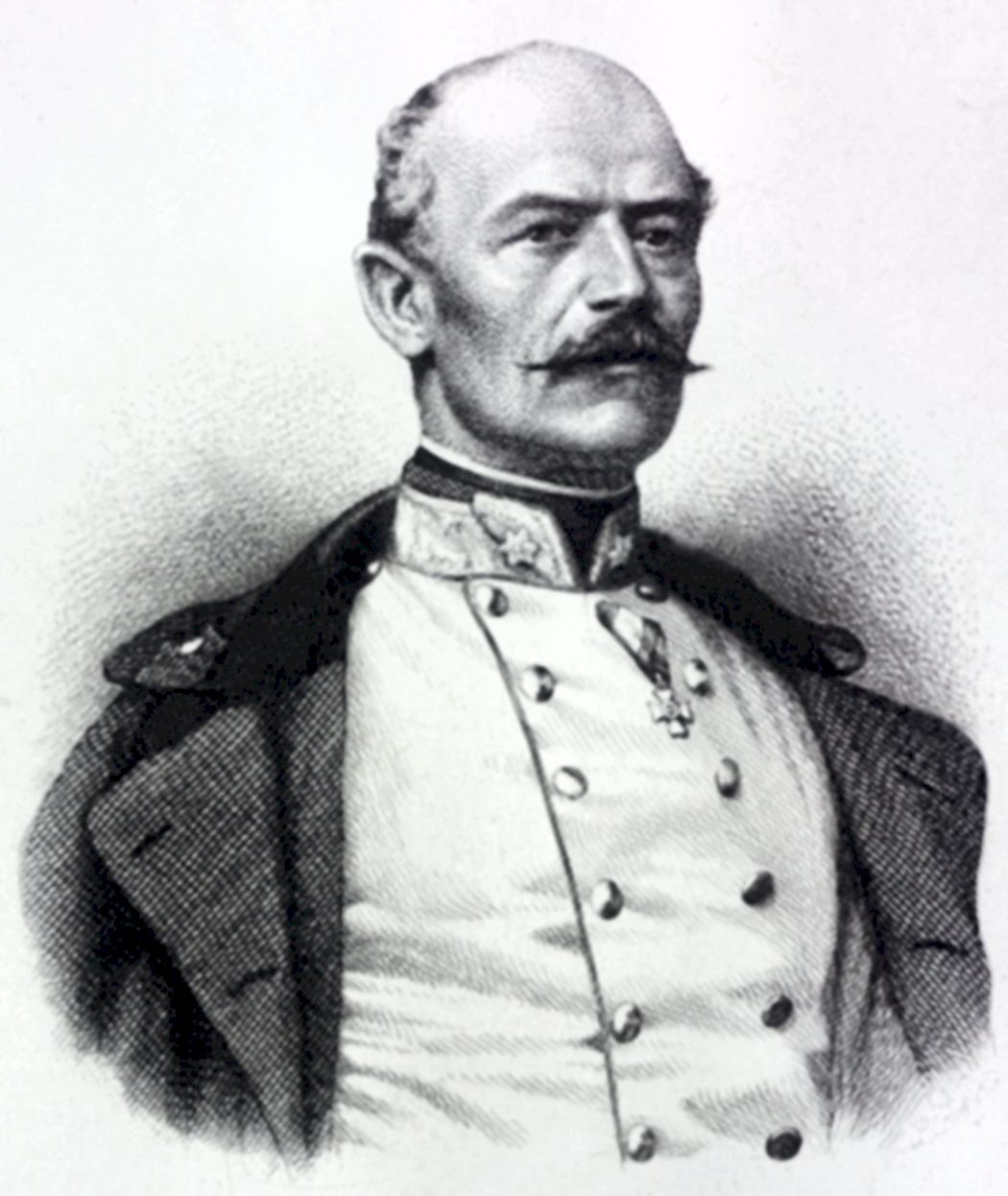
David Urs de Margina 1859

David Freiherr von Urs de Margina (* 1. April 1816 in Margina (Mărgineni), Komitat Fogaras; † 10. September 1897 in Hermannstadt) war ein rumänischstämmiger österreichischer Offizier (Oberst) und Ritter des Militär-Maria-Theresien-Ordens.

## Herkunft
Die Familienwurzeln des David Urs (rumänisch: Bär) lassen sich bis ins Mittelalter zurückverfolgen. Sein Urahn war einst Höfling des Fürsten Vlad II. Dracul. Dieser Stanciu Tatu erhielt vom Herrscher das Lehen Mărgineni im Herzogtum Amlaș. Die Familie verarmte mit der Zeit und betrieb Landwirtschaft. Seine beiden Eltern stammten außerdem von Mitgliedern der Grenzregimenter ab. Er wurde in der 1791 erbauten Kirche St. Nikolaus in Mărgineni getauft.

## Biografie

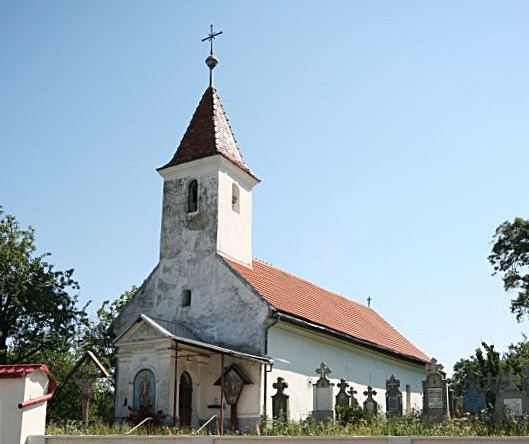
Kirche des Hl. Nikolaus in Mărgineni

David absolvierte nach Besuch der Grundschule an der Zentralschule der Grenzschützer des Grenzregiments Nr. 1 in Orlat die Militärschule in Năsăud.
Er schloss sich 1834 als Soldat dem Grenzregiment an und diente sich bis zum Rang eines Leutnants hoch (1. März 1841). Im Jahre 1846 war er stellvertretender Kompaniechef der 7. Kompanie von Joseph Philippovich von Philippsberg in Racovița (Sibiu).

### Im Ungarnaufstand
Der Offizier wurde er Anfang Mai 1848 zum Sprecher von 172 Grenzern gewählt, die an der „Großen Nationalversammlung“ 15. Mai 1848 in Blaj, abgehalten wurde. Obwohl noch sehr jung, gehörte er sodann zur Delegation von 30 Personen, die dem Kaiser die Wünsche für die rumänische Nation überbringen sollte. Er versteckte auch in seinem Haus Simion Bărnuțiu und den rumänischen Dekan von Mediaș, Ștefan Moldovan, die in Gefahr waren, von den ungarischen Behörden festgenommen zu werden.
1848 befehligte er die Kompanie als Hauptmann und nahm während des Ungarnaufstands an den Schlachten gegen die zu den Ungarn unter deren Anführer Lajos Kossuth übergelaufenen Szeklergrenzregimentern teil, und zwar bei den Kämpfen bei Odorhei (Székelyudvarhely). Für seine Tapferkeit wurde er mit dem k. k. Militärverdienstkreuz (KD.) sowie von Seiten der verbündeten Russen dem  Kaiserlich russischen St.-Anna-Orden 3. Klasse ausgezeichnet. Am 19. November 1850 wurde er zum Infanterieregiment Nr. 34 in Kaschau versetzt.

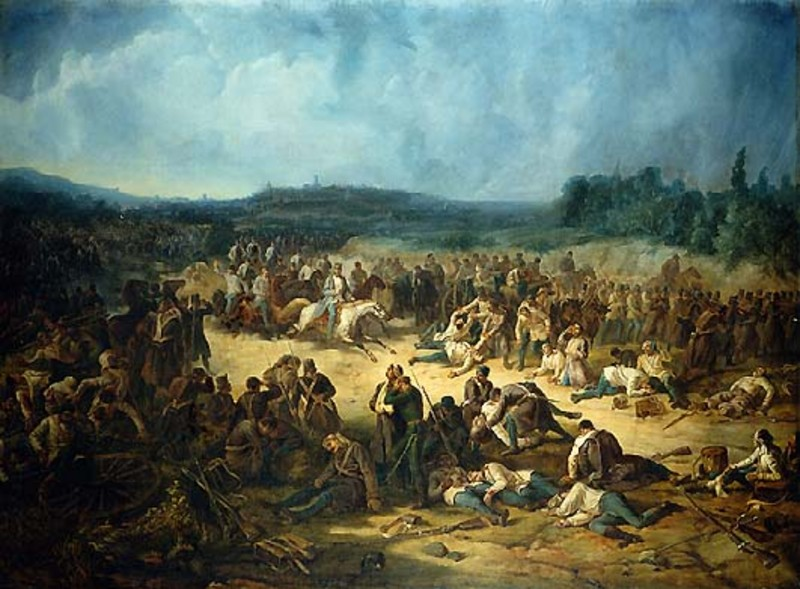
Henry Dunant: Schlacht bei Solferino

### Im Sardinischen Krieg
Am 5. Mai 1859, zum Major Bataillonskommandant im Linien-Infanterie-Regiment Nr. 52 „Erzherzog Franz Karl“ befördert, kämpfte Urs im  Sardinischen Krieg in der Schlacht von Solferino bei Medole.
Nachdem am 24. Juni 1859 von den Vorposten des Majors gemeldet worden war, dass sich feindlichen Truppen bei Castiglione und Carpenedolo mit Marschrichtung Medole in Bewegung gesetzt hatten, befahl Urs diesen, für den Fall eines Angriffs, Widerstand zu leisten und sich nur notgedrungen und fechtend auf die Ortschaft zurückzuziehen, um den Feind möglichst lange von ihr fernzuhalten und so den Zeitpunkt des Beginnes der Verteidigung hinauszuschieben. Danach befahl er, obwohl nicht dazu befehligt, die Verteidigung Medoles vor dem anrückenden Feind und bestimmte die Positionierungen seiner Männer. Er sollte es mit dem größten Teil der 8000 bis 10 000 Mann starken Division Luzy des französischen Generals Adolphe Niel zu tun bekommen. Durch geschicktes Rochieren seiner Truppen gelang es ihm, die Gegner stundenlang aufzuhalten. Letztendlich musste er sich ob der Übermacht des Feindes zurückziehen, doch hatte die Zeit gereicht, um die Kavalleriedivision Zedtwitz als auch die bei Guidizzolo und Robecco lagernden Truppen des 9. Korps nicht zu überraschen und rechtzeitig kampfbereit zu machen.

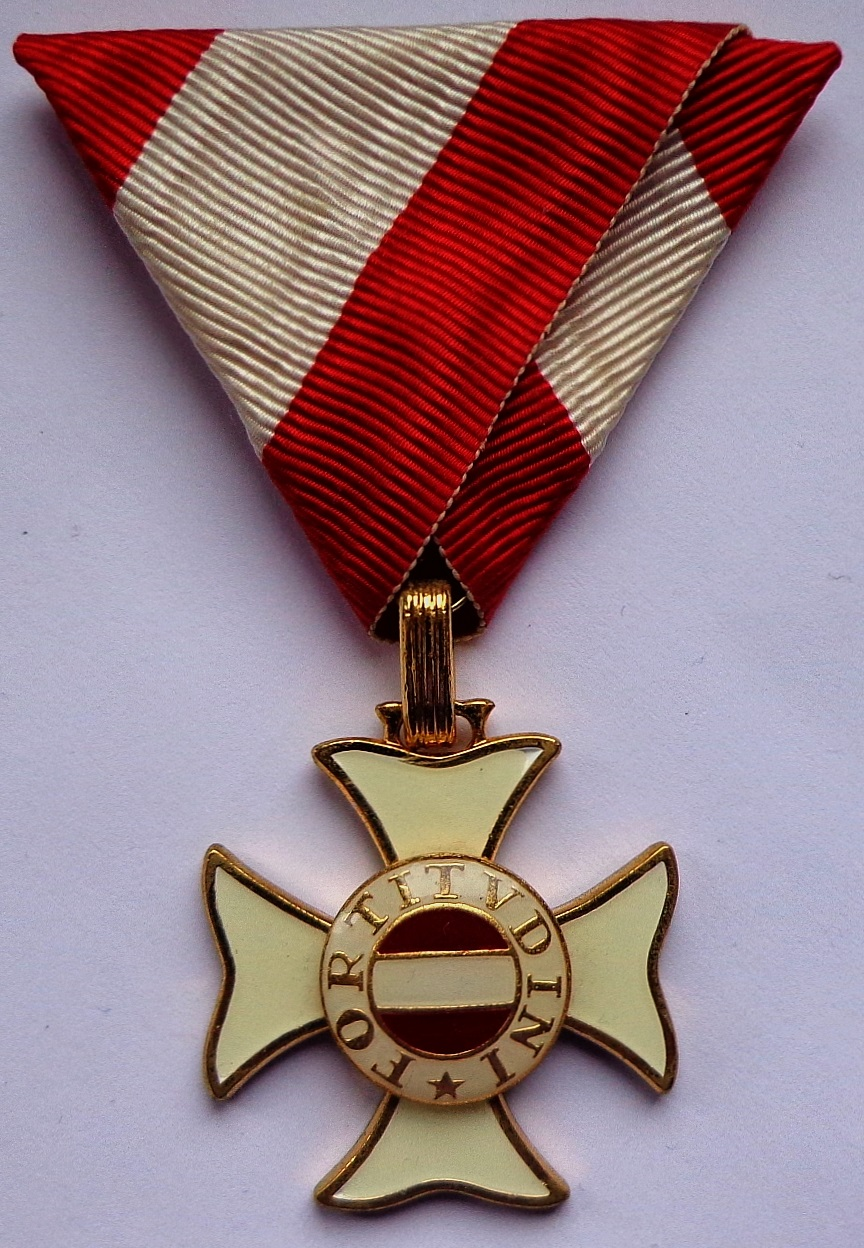
Ritterkreuz des Militär-Maria-Theresien-Ordens

Für seine ausgezeichnete aus eigenem Antrieb unternommene Waffentat wurde ihm am 17. Oktober 1859, als erstem Rumänen überhaupt, das Ritterkreuz des Maria-Theresien-Ordens sowie der Orden der Eisernen Krone 3. Klasse verliehen. In Folge verlieh ihm Kaiser Franz Joseph I. am 8. Januar 1860 den Freiherrenstand mit dem Prädikat „Margina“, nach seinem Geburtsort.
Nach seiner Beförderung zum Oberstleutnant am 1. Februar 1860 wurde er dem Infanterieregiment Nr. 64 in Deva, Siebenbürgen zugeteilt. Am 16. Juni 1863 rückte er zum Oberst und übernahm das Kommando dieser Einheit.
Weil er aber eine Reihe hoffnungsvolle, junge rumänische Offizieren stark protegiert hatte, warfen ungarische Militärkreise dem Freiherrn „Nationalismus“ vor und er wurde deswegen ein Jahr später in die Reserve versetzt.

### Im Italienischen Unabhängigkeitskrieg

Soerensen: Seeschlacht bei Lissa 1866

Nach seiner Reaktivierung wurde dem Oberst während des Dritten Italienischen Unabhängigkeitskriegs am 21. Mai 1866 das Kommando über die befestigte und strategisch wichtige Insel Lissa in der Adria übertragen. Die italienische Flotte begann am 18. Juli d.s.J., Lissa zu belagern und griff auch mit Landungstruppen an. De Margina standen zur Abwehr der Italiener 1 833 Soldaten und 88, zum Teil schon veraltete Kanonen zur Verfügung. Er war dennoch entschlossen, die Insel bis zur letzten Patrone zu verteidigen. Trotz der haushohen Überlegenheit der Italiener (insgesamt 34 Schiffe, darunter zwölf Schlachtschiffe, 10 866 Soldaten und 746 Kanonen), widerstand die Garnison den italienischen Attacken über zwei Tage lang und fügte ihnen schwere Verluste zu, bis endlich die österreichische Flotte unter Admiral Wilhelm von Tegetthoff eintraf und die Insel entsetzte. Am 20. Juli 1866 wurde der Baron für diese Tat mit dem  Orden der Eisernen Krone 2. Klasse mit Kriegsdekoration dekoriert. Danach übernahm er erneut das Kommando über das Regiment in Deva.
Nach dem Kampf feierte man ihn in zahlreichen österreichischen Zeitungen als „Held von Lissa“. Er nutzte danach seine Popularität dazu, dass den rumänischen Veteranen der Schlacht Grundstücke im Fogarascher Gebiet zugesprochen wurden. So entstand auch das Heimatdorf von Octavian Paler, Lisa, in der Nähe von Făgăraș.

### Als Privatier

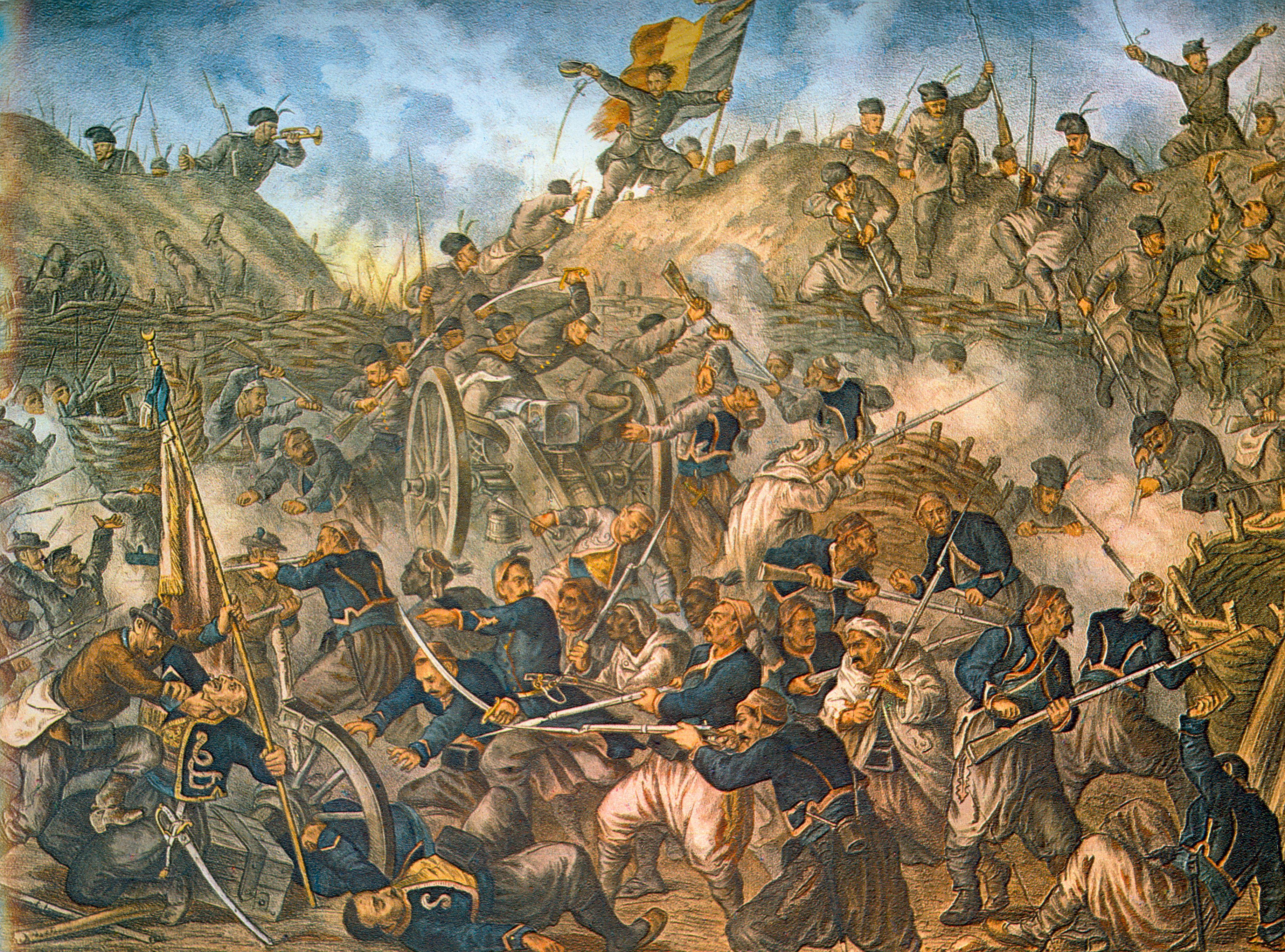
Schlacht von Grivița 1877

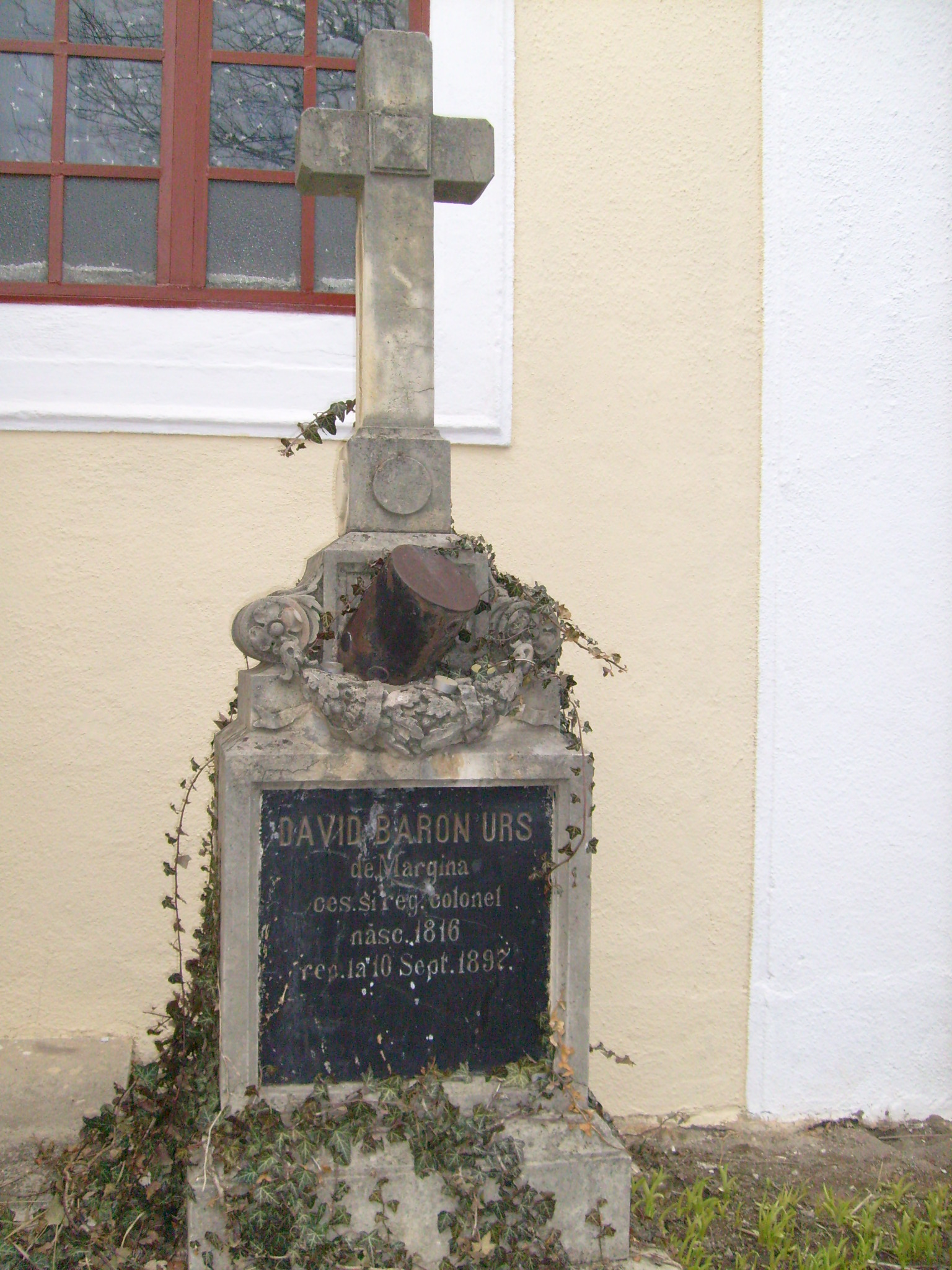
Grab des David Urs de Margina

1867 wurde er erneut beurlaubt. Der Grund waren die Feindseligkeit der ungarischen militärischen Führer ihm gegenüber, die schon bei seiner ersten Suspendierung ihre Finger im Spiel gehabt hatten. Der zwischen dem ungarischen Adel und dem Haus Habsburg im Österreichisch-Ungarischen Ausgleich geschlossenen Kompromiss erleichterte das diesbezügliche Vorgehen. Es folgte die Zeit der Magyarisierung. Der unverheiratet gebliebene, reich gewordene Offizier ließ sich jedoch nicht verdrießen. Er kämpfte verbissen in einem aussichtslosen Unterfangen zusammen mit den rumänischen Gemeinschaft gegen die Behörden, die Ungarisch als Unterrichtssprache [für alle Fächer] in rumänischen Schulen einführen wollten. Er spendete Geld für die rumänische Armee während des Unabhängigkeitskrieges. Er förderte die nationale Bewegung der Rumänen in Siebenbürgen, war Mitglied der ASTRA (Asociațiunea transilvană pentru literatura română și cultura poporului român, deutsch: „Siebenbürger Vereinigung für rumänische Literatur und die Kultur des rumänischen Volkes“) und gab begabten rumänischen Jungen Stipendien für ihre schulische Weiterbildung. Er war auch der Mentor des späteren Generals Johann Boeriu Freiherr von Polichna. Schließlich bestimmte der Freiherr testamentarisch die Gründung einer diesbezüglichen Stiftung mit einer Einlage von über 50.000 fl., die von der  rumänisch-griechisch-katholischen Kirche im Großerzbistum Făgăraș und Alba Iulia verwaltet wurde.
Bis zu ihrer Umbenennung durch die Kommunisten 1950 war eine Straße in Sibiu nach ihm benannt.